# Páll Sölvason
Páll Sölvason (1120 - 1185) fue un caudillo medieval, sacerdote y goði de Reykholt, Borgarfjörður, Islandia.
Páll era un hombre rico y respetado, hijo ilegítimo de Sölvi Magnússon (1156 - 1127), goði de Reykholt. Su hija Þórlaug quería peregrinar a Roma e insistió mucho a su marido Þórir auðga Þorsteinsson (n. 1148) de Deildartunga que era reacio, pero por cansancio cedió a los ruegos de su esposa, ya que había perdido muchos hijos. No obstante, ambos murieron durante el viaje y también el hijo que tuvieron en Noruega, así que Páll reclamó las propiedades por derecho de herencia. Por otro lado, Hvamm-Sturla, aplicó la legislación para representar y reclamar los derechos de Böðvar Þórisson, que estaba emparentado con el difunto Þórir.
En la disputa, la esposa de Páll tuvo un duro altercado que no llegó a mayores consecuencias, atacó a Sturla e intentó sacarle un ojo «para dejarlo como su héroe, Odín» y logró zafarse aunque fue herido en la mejilla. Sturla minimizó el asunto, tras el cual Páll aceptó como compensación ceder una tercera parte de la herencia a Böðvar. Tras otro altercado, le reclamaron el 200 por ciento del valor de la herencia lo que era una descomunal cantidad de dinero y se ve obligado a buscar ayuda en Jón Loftsson.
El Alþingi rogó a Jón que interviniese en el asunto y llegaron a un acuerdo, entre otros puntos Jón apadrinaría a su hijo Snorri Sturluson, quien se educó y creció en Oddi.
De su esposa Þorbjörg (m. 1181) se desconoce la vinculación familiar, pero su hermana estaba casada con el obispo Brandur Sæmundsson. Tuvieron varios hijos, Þórlaug que casó con Guðmundur dýri Þorvaldsson, Brandur Pálsson y Magnús Pálsson, sacerdote y goði en Helgafell y Reykholt de 1185 a 1206.
Páll Sölvason fue uno de los tres candidatos a ostentar el rango de obispo en 1174, pero finalmente fue nombrado Torlak de Islandia.  